# Elyra satyrata
Elyra satyrata är en fjärilsart som beskrevs av Embrik Strand 1920. Elyra satyrata ingår i släktet Elyra och familjen nattflyn. Inga underarter finns listade i Catalogue of Life.